# 豊橋市立豊橋高等学校
豊橋市立豊橋高等学校（とよはししりつ とよはしこうとうがっこう）は、愛知県豊橋市東郷町43番地の1にある市立高等学校。

## 概要
1927年（昭和2年）創立。旧学制下での変遷を経て、1967年（昭和42年）に現校名となる。豊橋市かつ名古屋市以外の愛知県の市では唯一の市立高校である。
教育課程は全日制普通科はなく、定時制の教育課程のみであり、昼間（午前部・午後部）定時制と夜間定時制に分かれている。2000年（平成12年）から単位制を導入しており、学年制はない。
本校では、卒業に必要な単位を広く認定しており、通信制課程で修得した単位や高等学校卒業程度認定試験の合格科目を卒業に必要な単位に組み入れることができる。学内でも、正規の時間外に開設の特設講座を開設しており、特設講座を活用することで3年間在籍での卒業も可能である。なお、夜間部の特設講座の時間は昼間の2部の日課とかち合っておらず、いわゆる他県に存在する三部制定時制の体制を取っていない。

## 沿革
- 1927年4月 - 豊橋市立商業学校に夜間課程として豊橋市立商業専修学校を併置。
- 1935年4月 - 商業専修学校が実業学校令による商業学校に昇格。
- 1941年4月 - 豊橋市立第二商業学校と改称。
- 1944年3月 - 教育非常措置令によって豊橋市立第二工業学校に転換。
- 1946年4月 - 豊橋市立第二商業学校に復帰。
- 1948年10月 - 学制改革で豊橋市立豊橋商業高等学校の夜間定時制課程となる。
- 1949年10月 - 高等学校再編で全日制課程を廃止、定時制のみとなる。
- 1950年4月 - 豊橋市立高等学校と改称。
- 1966年9月 - 東郷町の現在地（桜丘中学校・高等学校の南校舎跡地）へ移転。
- 1967年4月 - 豊橋市立豊橋高等学校と校名変更。
- 1969年4月 - 昼間定時制課程を二交代制で開設。
- 1992年4月 - 昼間課程を男女共学化。
- 2000年4月 - 夜間課程を単位制に移行。
- 2002年4月 - 昼間課程を二部制単位制とする。

## 設置学科
- 定時制課程普通科（昼間・単位制）
  - 1部（9時始業）
  - 2部（10時45分始業）
- 定時制課程：普通科（夜間・単位制）
- 定時制課程：総合ビジネス科（夜間・単位制、2018年（平成30年）以降入学生）
- 定時制課程：商業科（夜間・単位制、2017年（平成29年）までの入学生）

## アクセス
- 豊橋鉄道東田本線 東田坂上停留場より徒歩で北へ。